# Valbom (São Pedro), Passô e Valbom (São Martinho)
Valbom (São Pedro), Passô e Valbom (São Martinho) (llamada oficialmente União das Freguesias de Valbom (São Pedro), Passô e Valbom (São Martinho)) es una freguesia portuguesa del municipio de Vila Verde, distrito de Braga.

## Historia
Fue creada el 28 de enero de 2013 en aplicación de una resolución de la Asamblea de la República de Portugal promulgada el 16 de enero de 2013 con la unión de las freguesias de Passô, São Pedro de Valbom y São Martinho de Valbom, pasando su sede a estar situada en la antigua freguesia de São Pedro de Valbom.

## Demografía
| Gráfica de evolución demográfica de Valbom (São Pedro), Passô e Valbom (São Martinho) entre 2011 y 2021 |
| |
| Datos según el nomenclátor publicado por el INE portugués.                                              |